# سونيديغيب
سونيديغيب (بالإنجليزية: Sonidegib)‏ هو دواء يُستعمل في علاج:
- سرطان الخلايا القاعدية[9]